# Doug Sahm
Douglas Wayne Sahm (* 6. November 1941 in San Antonio, Texas; † 18. November 1999 in Taos, New Mexico) war ein US-amerikanischer Country-, Blues- und Rockmusiker. Er gilt als wichtigste Figur des sogenannten Tex-Mex-Stils und war vor allem bekannt als Leader des Sir Douglas Quintet und später der Texas Tornados.

## Biografie

### Anfänge
Doug Sahm begann seine Karriere als Wunderkind der Countrymusik. Schon im Alter von 6 Jahren trat er in lokalen Radioshows auf. Im Dezember 1952 stand der 11-jährige Sahm mit Hank Williams auf der Bühne, nur wenige Wochen vor dessen Tod. Mit 13 Jahren machte er als Little Doug Sahm seine erste Plattenaufnahme (A Real American Joe) und spielte bereits Gitarre, Steel-Gitarre, Mandoline und Geige. Es heißt, Sahm sei schon damals ein regelmäßiger Auftritt in der Grand Ole Opry angeboten worden, doch seine Mutter habe darauf bestanden, dass er zuerst die Schule beendet. Ab 1957 gründete Sahm diverse Bands mit Namen wie The Markays, The Spirits, The Knights und The Pharaos, spielte in den Clubs San Antonios und nahm für einige lokale Labels Singles auf, u. a. Crazy Daisy (1959), Can't Believe You Wanna Leave (1959) und Sapphire (1961) für das Label Harlem.

### Das Sir Douglas Quintet und die 1970er Jahre
Auf Anregung des Produzenten Huey Meaux gründete Sahm 1964 das Sir Douglas Quintet, das mit She’s About A Mover und The Rains Came erste Hits hatte. Nach dem Umzug in die Hippie-Metropole San Francisco folgten beim Label Mercury Records mit Mendocino (1969), Dynamite Woman (1969), Nuevo Laredo (1970) weitere Hits. Unter dem Pseudonym Wayne Douglas veröffentlichte Sahm 1970 die in Nashville eingespielte Country-Single Be Real.
1973 nahm Produzent Jerry Wexler Sahm für Atlantic Records unter Vertrag – ohne sein Quintet. Das dort mit den Gastmusikern David „Fathead“ Newman, Dr. John, Bob Dylan, David Bromberg und Flaco Jimenez eingespielte Album Doug Sahm And Band gilt – obwohl es nur Platz 125 der US-Charts erreichte – als Meilenstein des Tex-Mex. Mit Texas Tornado folgte unter dem Bandnamen Sir Douglas Band ein zweites Album für Atlantic, danach veröffentlichte Sahm bei verschiedenen Labels Platten mit unterschiedlichen stilistischen Schwerpunkten. Das rockige Groover’s Paradise (1974) mit Stu Cook und Doug Clifford von Creedence Clearwater Revival, das Country-Album Texas Rock For Country Rollers (1975), eine erneute Zusammenarbeit mit Produzent Huey P. Meaux und die Bluesplatte Hell Of A Spell (1980), ein Tribute an sein Vorbild Guitar Slim.

### Die 1980er und 1990er Jahre
In den 1980er Jahren reformierte Sahm sein Sir Douglas Quintet für Veröffentlichungen beim schwedischen Label Sonet, nahm weiterhin Solo-Material auf und gründete die Rockabilly-Formation Texas Mavericks und mit Amos Garrett und Gene Taylor die Formerly Brothers.
1989 gründete Sahm mit Freddy Fender, Flaco Jimenez und Augie Meyers die Tex-Mex-Supergroup Texas Tornados, mit denen er bis 1999 vier Studioalben, eine Live-Platte und eine Best-Of-Zusammenstellung veröffentlichte. Dazwischen kam es 1994 zu einer erneuten Reunion des Sir Douglas Quintets. Ebenfalls 1994 wurde Sahms Album The Last Real Texas Blues Band, eine erneute Hommage an den Texas Blues eines T-Bone Walker, für den Grammy nominiert.
Doug Sahm starb am 18. November 1999 während eines Aufenthalts in Taos, New Mexico in seinem Hotelzimmer an einem Herzinfarkt. Im Jahr darauf erschien posthum sein letztes Album The Return Of Wayne Douglas, das stilistisch eine Rückkehr zu seinen Country- und Western-Swing-Wurzeln war.
Doug Sahms Söhne sind ebenfalls im Musikgeschäft tätig. Shawn Sahm, der schon in den 80er Jahren Gitarre im Sir Douglas Quintet spielte, wandelt mit seiner Band Tex-Mex Experience stilistisch auf den Spuren des Vaters und veröffentlichte die Solo-CD (Shawn Sahm, 2002). Shandon Sahm, der jüngere Bruder, war als Schlagzeuger Mitglied der Rockband Meat Puppets und veröffentlichte das Soloalbum (Good Thoughts Are Better Than Laxatives, 2002).

## Diskografie

### Alben (Auswahl)
- Doug Sahm & Band (Atlantic 1973)
- Texas Tornado (Atlantic 1973) als Sir Douglas Band
- Groover’s Paradise (Warner Bros 1974)
- Texas Rock For Country Rollers (MCA 1975) als Sir Doug & the Texas Tornados
- Hell Of A Spell (Takoma 1980)
- Juke Box Music (Antone’s 1987)
- Who Are These Masked Men? (New Rose 1987) als Texas Mavericks
- Live (Bear Tracks 1988)
- The Return Of The Formerly Brothers (Rykodisc 1989)
- The Doug Sahm/Amos Garrett/Gene Taylor Band Live In Japan (New Rose 1991)
- The Last Real Texas Blues Band (Antone’s 1994)
- S.D.Q. ’98 (Watermelon 1998)
- The Return Of Wayne Douglas (Tornado/Evangeline 2000)
- Live From Austin TX (New West 2007) Livemitschnitt aus dem Jahr 1975

### Zusammenstellungen (Auswahl)
- The Best Of Doug Sahm and The Sir Douglas Quintet (Polygram/Mercury 1990)
- The Best of The Atlantic Sessions (Sequel 1994)
- San Antonio Rock: The Harlem Recordings 1957–1961 (Norton, 2000)

### Aufnahmen anderer Musiker (Auswahl)
- 1973 – Wake Of The Flood by The Grateful Dead (Grateful Dead Records) Sahm spielt Bajo Sexto (mexikanische 12-String Gitarre)
- 1976 – The Troublemaker by Willie Nelson (Columbia Records) Sahm spielt Fiddle, singt Background Vocals
- 1977 – Rick Danko by Rick Danko of The Band (Arista) Sahm spielt Lead-Gitarre bei 2 Stücken, 2 Fotos von Sahm auf Innencover
- 1979 – Live From The Old Soap Creek Saloon by Freda & The Firedogs (Big Wheel Records) Sahm singt auf 1 Stück
- 1982 – Redneck In A Rock 'n' Roll Bar by Red Jenkins (Shannon Records, Sweden) Duett mit Doug Sahm
- 1998 – Los Super Seven by Los Super Seven (RCA, BMG) Sahm singt auf 1 Stück
- 2001 – Texas Rain by Townes Van Zandt (Tomato) Sahm spielt 12-String Gitarre + Duettgesang auf 1 Stück
- 2002 – Songs of Sahm by the Bottle Rockets, (Bloodshot Records)
- 2009 – Keep Your Soul: A Tribute to Doug Sahm -Various Artists (Vanguard Records)
- 2023 – Day of the Doug by Son Volt (Transmit Sound)